# Agrionympha vari
Agrionympha vari là một loài bướm đêm thuộc họ Micropterigidae. Nó được Whalley miêu tả năm 1978. Loài này có ở Nam Phi.